# Museu de Germa
El Museu de Germa és un museu arqueològic situat a Fezzan, a Líbia. Preserva sobretot objectes procedents d'excavacions del jaciment de Germa, l'antiga capital del Regne dels garamants. Aquest regne arribà al seu punt àlgid entre el 400 ae i el 600.
Durant la Segona Guerra Civil de Líbia, el Museu de Garma va patir el risc de ser vandalitzat. Després d'un període d'inactivitat, el Dr. Al-Amin Al-Houni anuncià la reobertura del museu perquè s'havien incorporat prou mesures de protecció. Aquesta operació es dugué a terme en el marc d'un pla per a protegir els jaciments arqueològics i museus.